# Обстріли Берислава (березень 2025)
Ця стаття є частиною сторінки Обстріли Берислава (2025) з 24 лютого 2022 року, яка є частиною Історії Берислава та Обстрілів Берислава.
Обстріли Берислава за березень 2025 року — низка терористичних атак на місто Берислав та район військами РФ, що почалися під час російського вторгнення в Україну з 24 лютого 2022 року та тривають понині.
Берислав до вторгнення Росії в Україну був осередком освіти Херсонщини з двома коледжами.
Зараз місто зазнало значних руйнувань, заміновані околиці, відсутні комунальні послуги. Під час окупації в місті була гостра нестача продуктів та ліків. Після деокупації місто зазнало нових випробувань, зокрема, відсутності електроенергії та води. Зараз Берислав перебуває під постійними обстрілами, внаслідок яких багато будинків пошкоджено, є поранені та загиблі. Багато людей в місті відмовляються покидати свої домівки, незважаючи на обстріли.

## Хронологія

### 1 березня 2025 року
1 березня 2025 року російські окупанти обстріляли Бериславську, Новорайську, Нововоронцовську, Новоолександрівську, Милівську та Тягинську територіальні громади, включаючи населені пункти Берислав, Новорайськ, Червоний Маяк, Осокорівка, Михайлівка, Золота Балка, Саблуківка, Качкарівка, Тягинка, Миколаївка, Львове та Львівські Отруби. Про це повідомив начальник Бериславської районної військової адміністрації Володимир Літвінов.
Російська армія здійснила артилерійські та мінометні обстріли по Бериславу, Червоному Маяку, Саблуківці, Тягинці, Миколаївці, Львовому, околицях Новорайська та Осокорівці. Використовуючи безпілотні літальні апарати, російські окупанти атакували Берислав, Михайлівку, Золоту Балку, Качкарівку, Тягинку та Львівські Отруби.
Внаслідок обстрілів були зруйновані та пошкоджені приватні будинки, господарські споруди та гаражі. У Бериславі загинула 63–річна жінка. До лікарні селища Велика Олександрівка звернувся 39–річний житель громади, який отримав поранення нижньої лівої кінцівки через вибуховий пристрій у лісосмузі між Великою та Малою Олександрівкою.

### 2 березня 2025 року
2 березня 2025 року російські окупанти обстріляли Бериславську, Новорайську, Новоолександрівську та Тягинську територіальні громади, включаючи населені пункти Берислав, Новоберислав, Зміївка, Новорайськ, Михайлівка, Гаврилівка, Тягинка, Бургунка та Миколаївка. Про це повідомив начальник Бериславської районної військової адміністрації Володимир Літвінов.
Російська армія здійснила артилерійські та мінометні обстріли по Бериславу, Новорайську, Тягинці, Бургунці, Миколаївці та околицях Гаврилівки. Використовуючи безпілотні літальні апарати, російські окупанти атакували Берислав, Новоберислав, Зміївку та Михайлівку.
Внаслідок обстрілів були зруйновані та пошкоджені приватні будинки, господарські споруди та цивільний транспортний засіб. У Бериславі загинула 48–річна жінка, а 53–річний чоловік отримав поранення. Постраждалому надано медичну допомогу, його стан оцінюється як середньоважкий.

### 3 березня 2025 року
3 березня 2025 року російські окупанти обстріляли Бериславську, Новорайську, Новоолександрівську та Тягинську територіальні громади, включаючи населені пункти Берислав, Новоберислав, Шляхове, Новорайськ, Червоний Маяк, Золота Балка, Михайлівка, Гаврилівка, Тягинка, Миколаївка та Одрадокам’янка. Про це повідомив начальник Бериславської районної військової адміністрації Володимир Літвінов.
Російська армія здійснила артилерійські та танкові обстріли по Новобериславу, Шляховому, Червоному Маяку, Золотій Балці, Гаврилівці, Тягинці, Миколаївці, Одрадокам’янці та околицях Новорайська. Використовуючи безпілотні літальні апарати, російські окупанти атакували Берислав, Новоберислав, Золоту Балку, Михайлівку та Тягинку.
Внаслідок обстрілів були зруйновані та пошкоджені приватні будинки, господарські споруди, гараж та транспортний засіб. У Бериславі пошкоджено адміністративну будівлю. У селі Червоний Маяк 63–річний чоловік наїхав на вибухівку, ймовірно протипіхотну міну типу «Пелюсток», пошкоджено автомобіль. Під час транспортування хворого в медичний заклад селища Нововоронцовка, «швидка» наїхала на боєприпас, пошкоджено транспортний засіб. У селі Зміївка 63–річний чоловік підірвався на протипіхотній міні «Пелюсток», отримав поранення та був доставлений до лікарні.

### 4 березня 2025 року
4 березня 2025 року російські окупанти обстріляли Бериславську, Новорайську, Новоолександрівську, Милівську та Тягинську територіальні громади, включаючи населені пункти Берислав, Шляхове, Червоний Маяк, Монастирське, Золота Балка, Милове, Бургунка, Львове, Миколаївка, Одрадокам’янка та Ольгівка. Про це повідомив начальник Бериславської районної військової адміністрації Володимир Літвінов.
Російська армія здійснила артилерійські та танкові обстріли по Шляховому, Червоному Маяку, Золотій Балці, Миловому, Бургунці, Львовому, Миколаївці, Одрадокам’янці та Ольгівці. Використовуючи безпілотні літальні апарати, російські окупанти атакували Берислав та Золоту Балку.
Внаслідок обстрілів були пошкоджені житлові будинки та господарські споруди. У Червоному Маяку сталося загоряння приватного будинку. До лікарні звернувся 53–річний чоловік, який отримав поранення 2 березня 2025 року внаслідок атаки безпілотника у Бериславі.

### 5 березня 2025 року
5 березня 2025 року російські окупанти обстріляли Бериславську та Тягинську територіальні громади, включаючи населені пункти Берислав, Новоберислав, Зміївка, Бургунка, Львове, Миколаївка, Одрадокам’янка та Ольгівка. Про це повідомив начальник Бериславської районної військової адміністрації Володимир Літвінов.
Російська армія здійснила артилерійські та мінометні обстріли по Бериславу, Новобериславу, Зміївці, Бургунці, Львовому, Миколаївці, Одрадокам’янці та Ольгівці. Використовуючи безпілотні літальні апарати, окупанти атакували Берислав, Новоберислав, Зміївку, Миколаївку та Одрадокам’янку.
Внаслідок обстрілів пошкоджено житлові будинки та господарські споруди. Жертв та постраждалих серед цивільного населення немає.

### 6 березня 2025 року
6 березня 2025 року російські окупанти обстріляли Бериславську, Новорайську, Милівську та Тягинську територіальні громади, включаючи населені пункти Берислав, Червоний Маяк, Крупиця, Милове, Дудчани, Бургунка, Миколаївка та Ольгівка. Про це повідомив начальник Бериславської районної військової адміністрації Володимир Літвінов.
Російська армія здійснила авіаційний удар по селу Милове, а також артилерійські обстріли по Бериславу, Червоному Маяку, Бургунці, Миколаївці, Ольгівці та околицях Крупиці. Використовуючи безпілотні літальні апарати, окупанти атакували Берислав і Дудчани.
Внаслідок обстрілів пошкоджено житлові будинки та господарські споруди. У Бериславі внаслідок атаки безпілотника загинули 57–річний чоловік та 35–річна жінка.

### 7 березня 2025 року
7 березня 2025 року російські окупанти обстріляли Бериславську, Новорайську, Новоолександрівську, Милівську та Тягинську територіальні громади, включаючи населені пункти Берислав, Новоберислав, Шляхове, Новорайськ, Гаврилівка, Дудчани, Суханове, Тягинка, Бургунка, Вірівка, Миколаївка, Львове, Ольгівка та Одрадокам’янка. Про це повідомив начальник Бериславської районної військової адміністрації Володимир Літвінов.
Російська армія здійснила артилерійські та мінометні обстріли по Бериславу, Новобериславу, Шляховому, Сухановому, Тягинці, Бургунці, Вірівці, Миколаївці, Львовому, Ольгівці, Одрадокам’янці та околицях Новорайська. Використовуючи безпілотні літальні апарати, окупанти атакували Берислав, Новоберислав, Гаврилівку, Дудчани, Тягинку, Ольгівку та Одрадокам’янку.
Внаслідок обстрілів пошкоджено житлові будинки та господарські споруди. На території Національного природного парку «Кам’янська Січ» сталося загорання, яке ліквідував підрозділ добровільної пожежної охорони. Жертв та постраждалих серед цивільного населення немає.

### 8 березня 2025 року
8 березня 2025 року російські окупанти обстріляли Бериславську, Новорайську, Нововоронцовську, Милівську та Тягинську територіальні громади, включаючи населені пункти Берислав, Зміївка, Новорайськ, Нововоронцовка, Дудчани, Качкарівка, Червоний Яр, Тягинка, Бургунка, Високе, Вірівка, Миколаївка та Ольгівка. Про це повідомив начальник Бериславської районної військової адміністрації Володимир Літвінов.
Російська армія здійснила артилерійські обстріли по Качкарівці, Тягинці, Бургунці, Високому, Вірівці, Миколаївці, Ольгівці та околицях Новорайська. Використовуючи безпілотні літальні апарати, окупанти атакували Берислав, Зміївку, Нововоронцовку, Дудчани, Червоний Яр та Високе.
Внаслідок обстрілів пошкоджено житлові будинки, господарські споруди, гараж та транспортний засіб. У селі Зміївка внаслідок атаки безпілотника поранення отримав 76–річний чоловік, якому надано медичну допомогу та доставлено до лікарні.

### 9 березня 2025 року
9 березня 2025 року російські окупанти обстріляли Бериславську, Новорайську, Новоолександрівську, Милівську та Тягинську територіальні громади, включаючи населені пункти Берислав, Новоберислав, Червоний Маяк, Крупиця, Заможне, Гаврилівка, Золота Балка, Дудчани, Качкарівка, Бургунка, Львове та Ольгівка. Про це повідомив начальник Бериславської районної військової адміністрації Володимир Літвінов.
Російська армія здійснила артилерійські та мінометні обстріли по Бериславу, Червоному Маяку, Крупиці, Заможному, Качкарівці, Бургунці, Львовому та Ольгівці. Використовуючи безпілотні літальні апарати, окупанти атакували Берислав, Новоберислав, Гаврилівку, Золоту Балку та Дудчани.
Внаслідок обстрілів пошкоджено житлові будинки та господарські споруди. У селі Дудчани пошкоджено приміщення навчального закладу. Жертв та постраждалих серед цивільного населення немає.

### 10 березня 2025 року
10 березня 2025 року російські окупанти обстріляли Бериславську, Новорайську, Новоолександрівську, Нововоронцовську, Милівську та Тягинську територіальні громади, включаючи населені пункти Берислав, Новоберислав, Шляхове, Червоний Маяк, Новоолександрівка, Золота Балка, Українка, Гаврилівка, Нововоронцовка, Суханове, Нова Кам’янка, Дудчани, Тягинка, Бургунка, Львове, Миколаївка та Ольгівка. Про це повідомив начальник Бериславської районної військової адміністрації Володимир Літвінов.
Російська армія здійснила артилерійські обстріли по Бериславу, Шляховому, Червоному Маяку, Тягинці, Бургунці, Львовому, Миколаївці та Ольгівці. Використовуючи безпілотні літальні апарати, окупанти атакували Берислав, Новоберислав, Новоолександрівку, Золоту Балку, Українку, Гаврилівку, Нововоронцовку, Суханове, Нову Кам’янку, Дудчани та Тягинку.
Внаслідок обстрілів пошкоджено житлові будинки та господарські споруди. У селі Зміївка внаслідок атаки безпілотника загинула 75–річна жінка, а у селі Золота Балка ― 59–річний чоловік. У Бериславі поранення отримала 70–річна жінка, якій надано медичну допомогу та доставлено до лікарні.

### 11 березня 2025 року
11 березня 2025 року російські окупанти обстріляли Бериславську, Новорайську, Новоолександрівську, Нововоронцовську, Великоолександрівську та Тягинську територіальні громади, включаючи населені пункти Зміївка, Червоний Маяк, Новоолександрівка, Золота Балка, Хрещенівка, Шевченківка, Нововоронцовка, Осокорівка, Новодмитрівка, Тягинка, Бургунка, Вірівка, Львове, Миколаївка, Одрадокам’янка та Ольгівка. Про це повідомив начальник Бериславської районної військової адміністрації Володимир Літвінов.
Російська армія здійснила авіаційні удари по Вірівці та Червоному Маяку, пошкодивши приватні будинки та лінію електропередач у Вірівці. У Червоному Маяку поранено 45–річного чоловіка та 68–річну жінку.
Також російські війська завдали артилерійських та мінометних обстрілів по Зміївці, Червоному Маяку, Золотій Балці, Тягинці, Бургунці, Львовому, Миколаївці, Ольгівці, Одрадокам’янці, околицях Нововоронцовки та Осокорівці. Використовуючи безпілотні літальні апарати, окупанти атакували Зміївку, Новоолександрівку, Золоту Балку, Хрещенівку, Шевченківку, Новодмитрівку, Миколаївку та околиці Бургунки.
Внаслідок обстрілів пошкоджено житлові будинки, господарські споруди та приватний автомобіль. Біля Новодмитрівки сталося загоряння сухостою, яке ліквідували підрозділи ДСНС. У Золотій Балці внаслідок атаки безпілотника поранення отримала 92–річна жінка. Постраждалих евакуйовано до лікарні, де їм надано медичну допомогу.

### 12 березня 2025 року
12 березня 2025 року російські окупанти обстріляли Бериславську, Новорайську, Новоолександрівську та Тягинську територіальні громади, включаючи населені пункти Берислав, Новоберислав, Томарине, Новорайськ, Монастирське, Новоолександрівка, Українка, Тягинка, Бургунка, Львове, Миколаївка, Одрадокам’янка та Ольгівка. Про це повідомив начальник Бериславської районної військової адміністрації Володимир Літвінов.
Російська армія здійснила авіаційні удари по Тягинці та Бургунці, а також артилерійські та мінометні обстріли по Новобериславу, Томариному, Монастирському, Українці, Тягинці, Бургунці, Львовому, Миколаївці, Ольгівці, Одрадокам’янці та околицях Новорайська. Використовуючи безпілотні літальні апарати, окупанти атакували Берислав, Новоберислав, Новоолександрівку, Тягинку, Бургунку та Одрадокам’янку.
Внаслідок обстрілів пошкоджено житлові будинки, господарські споруди, сільськогосподарську техніку та приміщення магазину. У Бериславі внаслідок атаки безпілотника тяжкі поранення отримали двоє чоловіків, приблизно 60 років. Постраждалих евакуювали до лікарні.

### 13 березня 2025 року
13 березня 2025 року російські окупанти обстріляли Бериславську, Новорайську, Новоолександрівську, Нововоронцовську, Милівську та Тягинську територіальні громади, включаючи населені пункти Берислав, Новоберислав, Шляхове, Зміївка, Червоний Маяк, Новоолександрівка, Золота Балка, Гаврилівка, Хрещенівка, Дудчани, Тягинка, Бургунка, Львове, Миколаївка, Одрадокам’янка та Ольгівка. Про це повідомив начальник Бериславської районної військової адміністрації Володимир Літвінов.
Російська армія здійснила артилерійські та мінометні обстріли по Бериславу, Новобериславу, Новоолександрівці, Золотій Балці, Дудчанах, Тягинці, Бургунці, Львовому, Миколаївці, Ольгівці та Одрадокам’янці. Використовуючи безпілотні літальні апарати, окупанти атакували Берислав, Новоберислав, Шляхове, Зміївку, Червоний Маяк, Золоту Балку, Гаврилівку, Хрещенівку, Тягинку, Львове та Миколаївку.
Внаслідок обстрілів пошкоджено приватні будинки, господарські споруди та сталося загоряння. У Бериславі пошкоджено навчальний заклад, а в Хрещенівці ― лінії повітряних електропередач. Жертв та постраждалих серед цивільного населення немає.
Двоє мешканців Берислава потрапили під чергову дронову атаку на вулиці. Внаслідок скиду вибухівки 67–річний чоловік втратив ногу, у нього було наскрізне поранення голови. 84–річний чоловік отримав вибухову та черепно–мозкову травму, струс головного мозку, вогнепальні поранення голови, кінцівок і травматичну ампутацію стопи. Згодом стало відомо, що 67–річний чоловік помер під час госпіталізації, нині лікарі борються за життя 84–річного пораненого.

### 14 березня 2025 року
14 березня 2025 року російські окупанти обстріляли Бериславську, Новорайську, Новоолександрівську, Нововоронцовську та Тягинську територіальні громади, включаючи населені пункти Берислав, Шляхове, Новорайськ, Червоний Маяк, Новоолександрівка, Золота Балка, Гаврилівка, Хрещенівка, Тягинка, Бургунка, Львове, Миколаївка, Одрадокам’янка та Ольгівка. Про це повідомив начальник Бериславської районної військової адміністрації Володимир Літвінов.
Російська армія здійснила авіаційні удари по Томариному та Вірівці, а також артилерійські обстріли по Червоному Маяку, Золотій Балці, Тягинці, Бургунці, Львовому, Миколаївці, Ольгівці та Одрадокам’янці. Використовуючи безпілотні літальні апарати, окупанти атакували Берислав, Шляхове, Червоний Маяк, Новоолександрівку, Золоту Балку, Гаврилівку, Хрещенівку, Миколаївку, Одрадокам’янку та Ольгівку.
Внаслідок обстрілів пошкоджено приватні будинки, господарські споруди та складське приміщення. У Хрещенівці атаковано об'єкт критичної інфраструктури. У Червоному Маяку пошкоджено приміщення монастиря, поранено 71–річного та 30–річного священнослужителів, яким надано медичну допомогу.

### 15 березня 2025 року
15 березня 2025 року російські окупанти обстріляли Бериславську, Новорайську, Новоолександрівську, Нововоронцовську, Милівську та Тягинську територіальні громади, включаючи населені пункти Берислав, Новоберислав, Зміївка, Новорайськ, Монастирське, Новоолександрівка, Михайлівка, Гаврилівка, Золота Балка, Хрещенівка, Дудчани, Качкарівка, Тягинка, Львове, Миколаївка, Одрадокам’янка та Ольгівка. Про це повідомив начальник Бериславської районної військової адміністрації Володимир Літвінов.
Російська армія здійснила авіаційні удари по Новоолександрівці та Михайлівці, пошкодивши Новоолександрівський фельдшерсько–акушерський пункт. Унаслідок удару поранення отримала 83–річна жінка, яку доставили до лікарні.
Також російські війська завдали артилерійських обстрілів по Бериславу, Новоолександрівці, Гаврилівці, Золотій Балці, Дудчанах, Тягинці, Львовому, Миколаївці, Ольгівці, Одрадокам’янці, а також околицях Новорайська та Монастирського. Використовуючи безпілотні літальні апарати, окупанти атакували Берислав, Новоберислав, Зміївку, Гаврилівку, Хрещенівку, Дудчани, Качкарівку, Тягинку, Миколаївку та Львове.
Внаслідок обстрілів пошкоджено приватні будинки, господарські споруди та приватний автомобіль. У Хрещенівці атаковано об'єкт критичної інфраструктури.

### 16 березня 2025 року
16 березня 2025 року російські окупанти обстріляли Бериславську, Новорайську, Новоолександрівську та Тягинську територіальні громади, включаючи населені пункти Берислав, Новоберислав, Зміївка, Шляхове, Новорайськ, Червоний Маяк, Михайлівка, Золота Балка, Бургунка, Вірівка, Львове, Одрадокам’янка та Ольгівка. Про це повідомив начальник Бериславської районної військової адміністрації Володимир Літвінов.
Російська армія здійснила авіаційні удари по Бериславу, Зміївці, Шляховому, Червоному Маяку та Одрадокам’янці, а також артилерійські обстріли по Шляховому, Бургунці, Вірівці, Львовому, Ольгівці, Одрадокам’янці, околицях Новорайська та Червоного Маяка. Використовуючи безпілотні літальні апарати, окупанти атакували Берислав, Новоберислав, Зміївку, Шляхове, Михайлівку, Золоту Балку та Бургунку.
Внаслідок обстрілів пошкоджено приватні будинки, господарські споруди та приватний автомобіль. У селі Золота Балка внаслідок атаки безпілотника загинула 67–річна жінка, а 70–річний чоловік отримав поранення та був доставлений до лікарні.

### 17 березня 2025 року
17 березня 2025 року російські окупанти обстріляли Бериславську, Новоолександрівську, Милівську та Тягинську територіальні громади, включаючи населені пункти Берислав, Новоберислав, Шляхове, Михайлівка, Дудчани, Тягинка, Бургунка, Вірівка, Львове, Миколаївка, Одрадокам’янка та Ольгівка. Про це повідомив начальник Бериславської районної військової адміністрації Володимир Літвінов.
Російська армія здійснила артилерійські обстріли по Михайлівці, Тягинці, Бургунці, Вірівці, Львовому, Миколаївці, Ольгівці та Одрадокам’янці. Використовуючи безпілотні літальні апарати, окупанти атакували Берислав, Новоберислав, Шляхове, Михайлівку, Дудчани, Тягинку, Львове, Миколаївку та Одрадокам’янку.
Внаслідок обстрілів пошкоджено житлові будинки, господарські споруди та пункт незламності у Бериславі. У селі Зміївка 48–річний чоловік наступив на протипіхотну міну «Пелюсток» і отримав поранення. Постраждалого доставлено до лікарні.

### 18 березня 2025 року
18 березня 2025 року російські окупанти обстріляли Бериславську, Новорайську, Новоолександрівську, Нововоронцовську та Тягинську територіальні громади, включаючи населені пункти Берислав, Новоберислав, Червоний Маяк, Крупиця, Гаврилівка, Осокорівка, Бургунка, Вірівка, Львове, Миколаївка, Одрадокам’янка та Ольгівка. Про це повідомив начальник Бериславської районної військової адміністрації Володимир Літвінов.
Російська армія здійснила авіаційні удари по Бургунці та Вірівці, а також артилерійські обстріли по Бериславу, Червоному Маяку, Гаврилівці, Осокорівці, Бургунці, Львовому, Миколаївці, Ольгівці, Одрадокам’янці та околицях Крупиці. Використовуючи безпілотні літальні апарати, окупанти атакували Берислав, Новоберислав, Львове та Одрадокам’янку.
Внаслідок обстрілів пошкоджено житлові будинки, господарські споруди та приміщення магазину в Бериславі. У Бериславі 63–річний чоловік наїхав на протипіхотну міну «Пелюсток» і отримав поранення. Постраждалому надано медичну допомогу. До поліції звернулися 64–річний та 50–річний жителі Берислава, які раніше отримали мінно–вибухові травми та баротравми внаслідок атаки безпілотника.

### 19 березня 2025 року
19 березня 2025 року російські окупанти обстріляли Бериславську, Новорайську, Новоолександрівську, Нововоронцовську, Милівську та Тягинську територіальні громади, включаючи населені пункти Берислав, Новоберислав, Зміївка, Новорайськ, Червоний Маяк, Монастирське, Гаврилівка, Осокорівка, Хрещенівка, Дудчани, Качкарівка, Тягинка, Бургунка, Вірівка, Львове, Миколаївка, Одрадокам’янка та Ольгівка. Про це повідомив начальник Бериславської районної військової адміністрації Володимир Літвінов.
Російська армія здійснила авіаційні удари по Бургунці, Вірівці та Томариному, а також артилерійські обстріли по Бериславу, Новобериславу, Монастирському, Гаврилівці, Хрещенівці, Качкарівці, Тягинці, Бургунці, Львовому, Миколаївці, Ольгівці, Одрадокам’янці та околицях Зміївки. Використовуючи безпілотні літальні апарати, окупанти атакували Берислав, Новоберислав, Червоний Маяк, Гаврилівку, Хрещенівку, Дудчани, Львове, Ольгівку, Одрадокам’янку, околиці Осокорівки та Новорайська.
Внаслідок обстрілів пошкоджено житлові будинки, господарські споруди та приватні автомобілі. У Хрещенівці пошкоджено лінії електропередач, залишивши три населені пункти без електропостачання. У селі Дудчани внаслідок атаки безпілотника поранення отримала 42–річна жінка, яку доставили до лікарні.

### 20 березня 2025 року
20 березня 2025 року російські окупанти обстріляли Бериславську, Новорайську, Новоолександрівську, Милівську та Тягинську територіальні громади, включаючи населені пункти Берислав, Шляхове, Новорайськ, Червоний Маяк, Монастирське, Біляївка, Гаврилівка, Суханове, Дудчани, Качкарівка, Тягинка, Бургунка, Львове, Миколаївка, Одрадокам’янка та Ольгівка. Про це повідомив начальник Бериславської районної військової адміністрації Володимир Літвінов.
Російська армія здійснила мінометні та артилерійські обстріли по Бериславу, Шляховому, Червоному Маяку, Дудчанах, Тягинці, Бургунці, Львовому, Миколаївці, Ольгівці, Одрадокам’янці та околицях Новорайська. Використовуючи безпілотні літальні апарати, окупанти атакували Берислав, Монастирське, Біляївку, Гаврилівку, Суханове, Дудчани, Качкарівку, Тягинку, Бургунку, Львове та Одрадокам’янку.
Внаслідок обстрілів пошкоджено житлові будинки, господарські споруди та приватні автомобілі. У Монастирському пошкоджено автомобіль сільської ради, який доставляв хліб. У Біляївці сталося загоряння приватного будинку, яке ліквідували працівники МПО Новоолександрівської громади та ДСНС. У Качкарівці внаслідок атаки безпілотника поранення отримала 54–річна жінка, яку доставили до лікарні. До поліції звернулася 66–річна мешканка Червоного Маяка, яка раніше отримала тілесні ушкодження та баротравму.

### 21 березня 2025 року
21 березня 2025 року російські окупанти обстріляли Бериславську, Новорайську, Новоолександрівську, Милівську та Тягинську територіальні громади, включаючи населені пункти Берислав, Шляхове, Зміївка, Урожайне, Новорайськ, Червоний Маяк, Крупиця, Гаврилівка, Золота Балка, Качкарівка, Дудчани, Тягинка, Бургунка, Вірівка, Львове, Миколаївка та Ольгівка. Про це повідомив начальник Бериславської районної військової адміністрації Володимир Літвінов.
Російська армія здійснила авіаційні удари по Зміївці, Червоному Маяку та Крупиці, а також артилерійські обстріли по Бериславу, Шляховому, Червоному Маяку, Золотій Балці, Дудчанах, Тягинці, Бургунці, Вірівці, Львовому, Миколаївці, Ольгівці та околицях Зміївки й Гаврилівки. Використовуючи безпілотні літальні апарати, окупанти атакували Берислав, Урожайне, Червоний Маяк, Гаврилівку, Золоту Балку, Качкарівку, Бургунку, Вірівку, Львове, Миколаївку та околиці Новорайська.
Внаслідок обстрілів пошкоджено житлові будинки, господарські споруди та приміщення магазину в Бериславі. Жертв та постраждалих серед цивільного населення немає.

### 22 березня 2025 року
22 березня 2025 року російські окупанти обстріляли Бериславську, Новорайську, Новоолександрівську, Нововоронцовську, Милівську та Тягинську територіальні громади, включаючи населені пункти Берислав, Новоберислав, Зміївка, Шляхове, Червоний Маяк, Костирка, Новоолександрівка, Гаврилівка, Біляївка, Золота Балка, Петрівка, Дудчани, Тягинка, Бургунка, Львове, Миколаївка, Ольгівка та Одрадокам’янка. Про це повідомив начальник Бериславської районної військової адміністрації Володимир Літвінов.
Російська армія здійснила артилерійські та мінометні обстріли по Бериславу, Новобериславу, Зміївці, Шляховому, Червоному Маяку, Новоолександрівці, Дудчанах, Тягинці, Бургунці, Вірівці, Львовому, Миколаївці, Ольгівці та околицях Петрівки. Використовуючи безпілотні літальні апарати, окупанти атакували Берислав, Новоберислав, Зміївку, Костирку, Гаврилівку, Біляївку, Золоту Балку, Тягинку, Бургунку, Львове, Миколаївку, Ольгівку та Одрадокам’янку.
Внаслідок обстрілів пошкоджено житлові будинки, господарські споруди та приватні автомобілі. Біля Петрівки сталося займання складського приміщення, яке ліквідували працівники МПО Нововоронцовської громади та ДСНС. У Біляївці атаковано об’єкт критичної інфраструктури. Біля Красносільського автомобіль швидкої допомоги наїхав на протипіхотну міну «Пелюсток», пошкодивши колесо. У Костирці внаслідок атаки безпілотника поранення отримав 55–річний чоловік, якого доставили до лікарні.

### 23 березня 2025 року
23 березня 2025 року російські окупанти обстріляли Бериславську, Новорайську, Новоолександрівську та Тягинську територіальні громади, включаючи населені пункти Берислав, Новоберислав, Шляхове, Урожайне, Раківка, Новорайськ, Новоолександрівка, Тягинка, Бургунка, Львове, Миколаївка та Ольгівка. Про це повідомив начальник Бериславської районної військової адміністрації Володимир Літвінов.
Російська армія здійснила артилерійські, танкові та мінометні обстріли по Бериславу, Новобериславу, Шляховому, Новоолександрівці, Тягинці, Бургунці, Львовому, Миколаївці, Ольгівці та околицях Новорайська. Використовуючи безпілотні літальні апарати, окупанти атакували Берислав, Новоберислав, Шляхове, Урожайне, Раківку, Бургунку, Львове, Миколаївку та Ольгівку.
Внаслідок обстрілів пошкоджено житлові будинки, господарські споруди та адміністративну будівлю в Новоолександрівці. До поліції звернувся 56–річний мешканець Берислава, який раніше отримав тілесні ушкодження внаслідок атаки безпілотника.

### 24 березня 2025 року
24 березня 2025 року російські окупанти обстріляли Бериславську, Новорайську, Новоолександрівську, Милівську та Тягинську територіальні громади, включаючи населені пункти Берислав, Шляхове, Зміївка, Новорайськ, Золота Балка, Михайлівка, Дудчани, Тягинка, Бургунка, Львове, Миколаївка, Ольгівка та Одрадокам’янка. Про це повідомив начальник Бериславської районної військової адміністрації Володимир Літвінов.
Російська армія здійснила авіаційний удар по Дудчанах, пошкодивши будинок культури та адміністративну будівлю. Також були завдані артилерійські та мінометні обстріли по Бериславу, Зміївці, Золотій Балці, Дудчанах, Тягинці, Бургунці, Львовому, Миколаївці, Ольгівці, Одрадокам’янці та околицях Новорайська. Використовуючи безпілотні літальні апарати, окупанти атакували Берислав, Шляхове, Золоту Балку, Михайлівку, Дудчани, Тягинку, Бургунку, Львове, Миколаївку та Одрадокам’янку.
Внаслідок обстрілів пошкоджено житлові будинки та господарські споруди. Жертв та постраждалих серед цивільного населення немає.

### 25 березня 2025 року
25 березня 2025 року російські окупанти обстріляли Бериславську, Новорайську, Новоолександрівську, Нововоронцовську, Милівську та Тягинську територіальні громади, включаючи населені пункти Берислав, Новорайськ, Монастирське, Новоолександрівка, Нововоронцовка, Осокорівка, Милове, Дудчани, Бургунка, Вірівка, Львове, Миколаївка, Ольгівка та Одрадокам’янка. Про це повідомив начальник Бериславської районної військової адміністрації Володимир Літвінов.
Російська армія здійснила артилерійські обстріли по Бериславу, Монастирському, Новоолександрівці, Миловому, Бургунці, Вірівці, Львовому, Миколаївці, Ольгівці, Одрадокам’янці та околицях Новорайська, Нововоронцовки й Осокорівки. Використовуючи безпілотні літальні апарати, окупанти атакували Берислав, Милове, Дудчани, Вірівку, Львове, Миколаївку та Одрадокам’янку.
Внаслідок обстрілів пошкоджено житлові будинки та господарські споруди. У Зміївці службовий автомобіль, який доставляв хліб, наїхав на вибухові пристрої, пошкодивши передні колеса. Біля Білогірки 53–річний чоловік отримав поранення через необережне поводження з вибухонебезпечним предметом. Постраждалого доставили до лікарні.

### 26 березня 2025 року
26 березня 2025 року російські окупанти обстріляли Бериславську, Новорайську, Нововоронцовську, Новоолександрівську, Милівську та Тягинську територіальні громади, включаючи населені пункти Берислав, Новоберислав, Зміївка, Томарине, Тараса Шевченка, Новорайськ, Червоний Маяк, Хрещенівка, Гаврилівка, Дудчани, Тягинка, Бургунка, Львове, Миколаївка, Ольгівка та Одрадокам’янка. Про це повідомив начальник Бериславської районної військової адміністрації Володимир Літвінов.
Російська армія здійснила авіаційний удар між Гаврилівкою та Дудчанами, а також артилерійські, мінометні та танкові обстріли по Бериславу, Новобериславу, Новорайську, Червоному Маяку, Дудчанах, Тягинці, Бургунці, Львовому, Миколаївці, Ольгівці, Одрадокам’янці та околицях Зміївки. Використовуючи безпілотні літальні апарати, окупанти атакували Берислав, Новоберислав, Томарине, Тараса Шевченка, Бургунку, Львове та Одрадокам’янку.
Внаслідок обстрілів пошкоджено житлові будинки, господарські споруди та пункт незламності у Бериславі. Жертв та постраждалих серед цивільного населення немає.

### 27 березня 2025 року
27 березня 2025 року російські окупанти обстріляли Бериславську, Новорайську, Новоолександрівську та Тягинську територіальні громади, включаючи населені пункти Берислав, Новоберислав, Новорайськ, Новоолександрівка, Михайлівка, Українка, Гаврилівка, Золота Балка, Тягинка, Бургунка, Вірівка, Львове, Миколаївка, Ольгівка та Одрадокам’янка. Про це повідомив начальник Бериславської районної військової адміністрації Володимир Літвінов.
Російська армія здійснила артилерійські та танкові обстріли, а також удари з РСЗВ по Бериславу, Новобериславу, Новорайську, Українці, Тягинці, Бургунці, Вірівці, Львовому, Миколаївці, Ольгівці та Одрадокам’янці. Використовуючи безпілотні літальні апарати, окупанти атакували Берислав, Новоберислав, Новоолександрівку, Михайлівку, Гаврилівку, Золоту Балку, Тягинку, Бургунку, Вірівку, Львове, Миколаївку та Ольгівку.
Внаслідок обстрілів пошкоджено житлові будинки, господарські споруди та приватні транспортні засоби. У Новорайську пошкоджено лінії електропередач, сталося загоряння приватних будинків і господарських споруд, які ліквідували працівники МПО Новорайської громади та ДСНС. У Новобериславі внаслідок атаки безпілотника поранення отримав 83–річний чоловік. У Зміївці виявлено тіло невідомого чоловіка з ознаками поранення, ймовірно через підрив на ворожій міні.

### 28 березня 2025 року
28 березня 2025 року російські окупанти обстріляли Бериславську, Новорайську, Новоолександрівську, Нововоронцовську та Тягинську територіальні громади, включаючи населені пункти Шляхове, Новорайськ, Монастирське, Гаврилівка, Осокорівка, Новокаїри, Дудчани, Качкарівка, Тягинка, Львове, Миколаївка та Одрадокам’янка. Про це повідомив начальник Бериславської районної військової адміністрації Володимир Літвінов.
Російська армія здійснила артилерійські обстріли по Шляховому, Монастирському, Новокаїрах, Тягинці, Львовому, Миколаївці та околицях Новорайська. Використовуючи безпілотні літальні апарати, окупанти атакували Шляхове, Новорайськ, Гаврилівку, Дудчани, Качкарівку, Одрадокам’янку та околиці Осокорівки.
Внаслідок обстрілів пошкоджено житлові будинки, господарські споруди та приватні транспортні засоби. У Новорайську пошкоджено автомобіль медичної допомоги. У Дудчанах пошкоджено об’єкт критичної інфраструктури. У Монастирському поранення отримав 48–річний чоловік, якого доставили до лікарні. У Новорайську поранення отримав 40–річний чоловік, якому надали допомогу на місці.

### 29 березня 2025 року
29 березня 2025 року російські окупанти обстріляли Бериславську, Новорайську, Новоолександрівську, Нововоронцовську, Милівську та Тягинську територіальні громади, включаючи населені пункти Берислав, Новорайськ, Гаврилівка, Нововоронцовка, Осокорівка, Дудчани, Тягинка, Вірівка, Миколаївка, Ольгівка та Одрадокам’янка. Про це повідомив начальник Бериславської районної військової адміністрації Володимир Літвінов.
Російська армія здійснила артилерійські та танкові обстріли по Дудчанах, Тягинці, Миколаївці, Ольгівці, Одрадокам’янці, а також околицях Новорайська, Нововоронцовки та Осокорівки. Використовуючи безпілотні літальні апарати, окупанти атакували Берислав, Гаврилівку, Дудчани, Тягинку, Вірівку та околиці Осокорівки.
Внаслідок обстрілів пошкоджено житлові будинки та господарські споруди. Жертв та постраждалих серед цивільного населення немає.

### 30 березня 2025 року
30 березня 2025 року російські окупанти обстріляли Бериславську, Новорайську, Милівську, Тягинську та Нововоронцовську територіальні громади, включаючи населені пункти Берислав, Новоберислав, Червоний Маяк, Дудчани, Качкарівка, Тягинка, Львове, Ольгівка, Одрадокам’янка, Нововоронцовка, Осокорівка, Вірівка та Бургунка. Про це повідомив начальник Бериславської районної військової адміністрації Володимир Літвінов.
Російська армія здійснила танкові, мінометні та артилерійські обстріли по Бериславу, Новобериславу, Червоному Маяку, Тягинці, Львовому, Ольгівці, Одрадокам’янці, а також околицях Нововоронцовки та Осокорівки. Використовуючи безпілотні літальні апарати, окупанти атакували Берислав, Новоберислав, Дудчани, Качкарівку, Тягинку, Львове, Ольгівку, Вірівку, Нововоронцовку та Бургунку.
Внаслідок обстрілів пошкоджено житлові будинки та господарські споруди. Біля Бургунки внаслідок атаки FPV–дрона поранення отримала 44–річна жінка, яку доставили до лікарні.

### 31 березня 2025 року
31 березня 2025 року російські військові здійснили артилерійські обстріли та атаки за допомогою безпілотників на території Бериславської, Новорайської, Новоолександрівської, Нововоронцовської, Милівської та Тягинської громад. Постраждали населені пункти: Берислав, Зміївка, Крупиця, Монастирське, Михайлівка, Осокорівка, Дудчани, Тягинка, Бургунка, Вірівка, Миколаївка, Одрадокам’янка. Було пошкоджено житлові будинки та господарські споруди. У Бериславі внаслідок атаки безпілотника поранення отримав 64–річний чоловік, якому надали медичну допомогу. Інформацію оприлюднив начальник Бериславської районної військової адміністрації Володимир Літвінов.